# لوكهيد مارتن آر كيو-3 داركستار
لوكهيد مارتن آر كيو-3 داركستار (RQ-3 DarkStar) المعروفة باسم المستوى الثالث- (Tier three minus) هي طائرة بدون طيار قامت بأول رحلة لها كانت في 29 مارس 1996. أوقفت وزارة الدفاع المشروع في كانون الثاني / يناير 1999 بعد أن قررت أن الطائرة ليست لديها ديناميكية هوائية وغير مستقرة كما أنها مرتفعة التكاليف ومحدودة الأداء.

## المواصفات

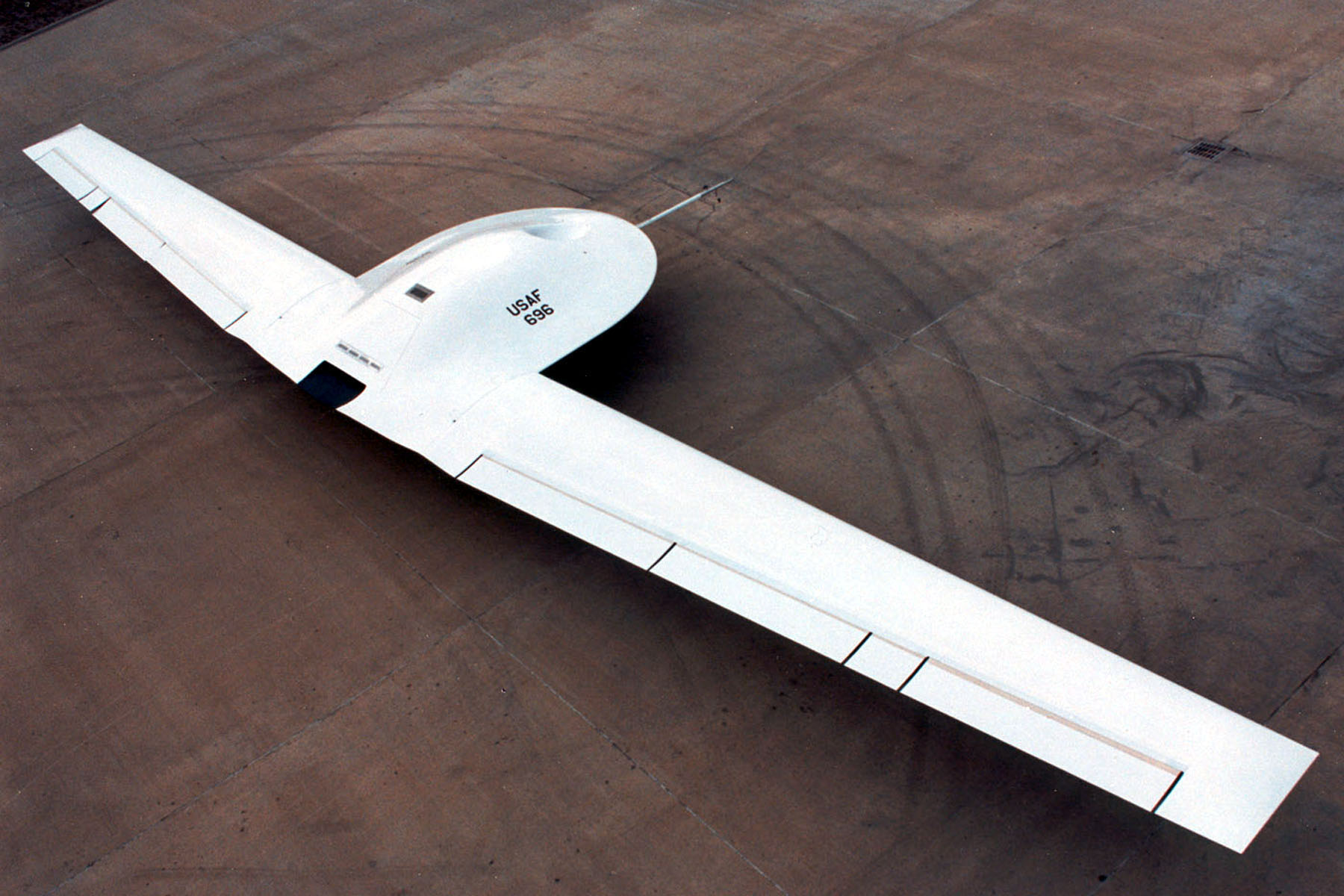
نظرة العامة

الخصائص العامة
- الطول: 15 ft (4.6 m)
- باع الجناح: 69 ft (21.3 m)
- الارتفاع: 3 ft 6 in (1.1 m)
- الوزن فارغة: 4,360 lb (1,980 kg)
- الوزن محملة: 8,500 lb (3,860 kg)

الأداء
- سرعة العبور: 288 mph (464 km/h)
- مدى (طائرة): 575 mi (925 km)
- سقف الخدمة: 45,000 ft (13,500 m)